# Fenilpiracetam
Fenilpiracetam (DCI: fonturacetam; nomes comerciais: Carfedon, Fenotropil, entre outros) é um derivado da droga nootrópica piracetam. Foi criado na Rússia. É uma substância proibida pela Agência Mundial  Antidopagem (AMA).

## Farmacologia
Fenilpiracetam reverte os efeitos depressivos de benzodiazepínicos (como o diazepam), aumenta o estado de alerta, melhora a resistência ao frio e ao estresse e combate o cansaço. Por esses motivos é proibido em competições.
Em ratos descobriu-se que antagoniza os receptores nicotínicos e NMDA e agoniza os receptores D1, D2 e D3 de dopamina, elevando sua concentração.